# Santa Maria de Castelló de Farfanya
Santa Maria de Castelló de Farfanya és l'església del castell de Castelló de Farfanya, al municipi homònim de la Noguera, inclosa a l'Inventari del Patrimoni Arquitectònic de Catalunya.

## Història
Al segle xii, hi havia un primitiu temple romànic, la capella del castell. Aquesta construcció es va refer a mitjan segle xiv. La construcció fou impulsada (1347) per la comtessa Cecília d'Urgell i l'any següent ja s'hi treballava. L'obra va seguir sota Pere II d'Urgell (comte entre 1348 i 1408), fill de Cecília i de Jaume I d'Urgell.
El lloc fou seu d'un priorat canonical dependent de Sant Pere d'Àger.

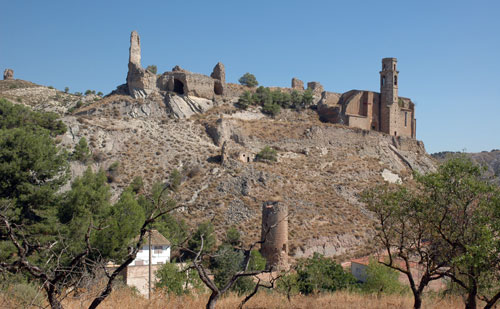
L'església de Santa Maria al costat de les ruïnes del castell

## L'edifici
Es tracta d'un exemplar gòtic, un edifici de nau única, amb capelles laterals entre els contraforts, bastits amb posterioritat. El campanar és més modern. Té dues portades, la del sud (als peus de la nau) possiblement és una resta de la primitiva església romànica. Una segona porta es troba al mur meridional, encarada a la vila. Aquesta té una bella decoració ornamental; li manca la marededeu del timpà, ara al Museu Diocesà de Lleida. També hi trobem escuts heràldics: de la família Foix-Bearn (el 1415, Ferran I d'Antequera va vendre el senyoriu al comte de Foix) i dels Cardona, entre d'altres.
El seu estat de conservació no és el desitjable i la part de ponent de la nau té la volta esfondrada.